# Das fremde Mädchen (1913)
Das fremde Mädchen ist ein schwedischer Stummfilm von Mauritz Stiller nach einer Vorlage von Hugo von Hofmannsthal mit der österreichischen Tänzerin Grete Wiesenthal in der Titelrolle und dem späteren Faust-Darsteller Gösta Ekman als der sie anbetende Jüngling.

## Handlung
Die handlungsarme Geschichte wird vor allem in pantomimischen Darbietungen erzählt. „Das fremde Mädchen“ gleicht einer lieblichen Blume, die im Sumpf und Morast als Lebensumfeld gedeiht. Luxus und Eleganz auf der einen Seite, Verderbtheit, Elend und Verbrechertum auf der anderen sind die beiden Handlungsmilieus. Die Geschichte beginnt mit einem vornehmen, jungen Paar, das sich in einem angesagten, vornehmen Gartenrestaurant bei „Zigeunermusik“ gut unterhält. Sie ist von einem kostbaren Pelzmantel eingehüllt, er, der von Reizüberflutungen übersättigte, junge Mann blickt voller Überdruss gelangweilt auf die Straße und kann den üblichen, leichtgewichtigen Unterhaltungen nicht mehr allzu viel abgewinnen. Da erblickt er ein zwar schönes und junges, aber doch sehr ärmlich gekleidetes und von drei finsteren Typen und einer verlebten Alten begleitetes Mädchen, das ihm Blumen zum Kauf anbietet. Dieses fremde Mädchen vermittelt durch ihren Gesichtsausdruck unendlich viel Kummer. Der junge Mann blickt dem Mädchen ins Gesicht und kann sich bald nicht mehr von ihr lösen, bis es wieder aus seinem Blickfeld verschwindet. Von einer geradezu hypnotischen Faszination gepackt, folgt er ihr.
Ortswechsel: eine Kaschemme, ein versifftes Kellerlokal, in dem abgehalfterte, kriminelle und lichtscheue Typen mit ihren entsprechenden Frauen abhängen. Hier lebt auch das fremde Mädchen, das sich zwar in ihrer äußeren Erscheinung diesem Umfeld angepasst hat, dennoch eine blütenreine Seele besitzt. Gleich einem Aschenputtel wird die reine Unschuld von dem Gesindel gequält und geschunden, da sie sich mit ihnen nicht gleichmachen möchte. Als besondere Demütigung zwingen die Banditen sie, vor ihnen und für sie zu tanzen. Aller Herbergsmutter, die das Mädchen begleitende Alte im Restaurant, hat genau bemerkt, wie der junge Mann auf die eindrucksstarke Begegnung mit dem fremden Mädchen reagierte und arrangiert als Kupplerin daraufhin ein zweites Rendezvous – nicht ohne Hintergedanken. Die Freundin des Jünglings will ihren Mann von dieser neuerlichen Begegnung fernhalten; sie ahnt, dass Gefahr davon ausgeht und sie am Ende als Verliererin dastehen könnte. Ein Widerstreit zwischen Sünde und Verführung, Tugend und Laster befeuert die Situation.
Doch der junge Mann kann sich von der Faszination, die vom fremden Mädchen ausging, einfach nicht mehr lösen und rennt dadurch ins Verderben. Im Frack gekleidet, steigt er wortwörtlich zu ihr hinab und landet in der Kellerkaschemme der Spitzbuben. Das fremde Mädchen, das vor ihm nicht tanzen will, wird von den Ganoven durch Prügel dazu gezwungen, um den jungen Mann gefügig zu machen. Und so tanzt die zerlumpte Schöne und vergisst für einen Moment all ihr Leid und Elend in diesem einen Tanz. Doch noch immer bewahrt sie ihre Tugend vor dem sie begehrenden Jüngling, und vielleicht ist es gerade diese Reinheit der Seele, die den von Reizüberflutungen übersättigten Mann beflügelt. Da erscheint dessen Frau und entreißt ihn ein letztes Mal dem Abgrund, auf den sie ihn zuzusteuern glaubt. Beide kehren in ihre Welt der Sauberkeit, des Überflusses, der Behaglichkeit eines geheizten Heimes zurück. Die junge Frau will das fremde Mädchen vergessen machen, ihren Geliebten für sich zurückgewinnen, und beide Münder bewegen sich für einen Kuss aufeinander zu. Da erscheint dem Jüngling im Geiste das fremde Mädchen vor seinen Augen. Er reißt sich von seiner Frau los und rast zurück in die Kaschemme.
Doch hier wartet kein Mädchen mehr auf ihn, hier wartet das Böse: Die Verbrecher rauben ihn aus, prügeln ihn halb zu Tode und fesseln ihn mit Stricken. Mehr tot als lebendig wollen die Schurken ihr Opfer so rasch als möglich loswerden und legen ihn wie ein elendes Bündel Abfall auf einem Felsen ab, in dem Glauben, er müsse bereits tot sein. Das fremde Mädchen hat gesehen, was diese Verbrecher mit dem jungen Mann taten und spürt ihnen nach. Dabei wird sie von der Räuberbande erwischt, doch sie kann den Verbrechern entfliehen. Über Stock und Stein versucht sie, ihnen zu entkommen. Die Füße bluten, alles schmerzt, und ihre Kraft schwindet. Schließlich erreicht das Mädchen auf allen Vieren diejenige Stelle, wo der leblos wirkende Körper des geschundenen Jünglings abgelegt wurde. Sie zerrt an seinen Strickfesseln und kann diese lösen. Der junge Mann kommt tatsächlich wieder zu sich. Es wird für beide ein kurzer Moment absoluter Glückseligkeit, in der sich zwei Liebende gefunden haben. Dann sieht sich das fremde Mädchen als erlöst an, sinkt verklärten Blickes zu Boden und stirbt.

## Produktionsnotizen
Das fremde Mädchen entstand im Mai 1913 in Stockholm. Bereits zwei Monate darauf passierte der Film die deutsche Filmzensur und wurde noch im selben Monat, Juli 1913, in Deutschland erstmals gezeigt. In Wien feierte Das fremde Mädchen am 23. Januar 1914 seine österreichische Premiere. Der Film besaß vier Akte und eine Länge von rund 54 Minuten.
Infolge der ersten Erfolge des Autorenkinos in Deutschland (Der Andere, Der Student von Prag) dachte man im selben Jahr 1913 auch in Skandinavien daran, Literatur und Bühnenstücke auf die Leinwand zu bringen. So entstanden in diesem Jahr nach deutschsprachigen Vorlagen Atlantis (nach Gerhart Hauptmann), Liebelei (nach Arthur Schnitzler) und eben Das fremde Mädchen.

## Kritiken
„Hugo v. Hofmannsthal hat seine Pantomime "Das fremde Mädchen", die Grete Wiesenthal vor etwa zwei Jahren hier im Theater in der Königgrätzerstrasse vorführte, dem Kinoregisseur überlassen. Das Buch ist genau das gleiche geblieben, das es damals war, das Ergebnis aber ist ein ganz anderes geworden. Denn nun stellt sich die immerhin vom Glanz der Poesie umflossene kleine Dichtung als ein kitschiges, verlogen-sentimentales Filmdrama dar, das aller Reizungen entkleidet ist. Das Mystisch-Übersinnliche, Verschwimmende, Gleitende ist geschwunden, ersetzt durch plumpe Realitäten, durch natürliche Hintergründe, durch all jene Verismen, die das Kinoschauspiel verlangt: Der Schmelz ist von den bunten Flügeln eines Falters abgestreift (…) Die Filmtext-Verlag-G.m.b.H. vermittelte gestern im "Cines"-Nollendorfplatz einem geladenen Publikum die neue Gestaltung des Hofmannsthalschen Werkes, das man irgendwo in Skandinavien mit skandinavischen Darstellern aufgenommen hatte. Nur für das fremde Mädchen selbst, jene Blumenverkäuferin, die auf den reichen Jüngling die verhängnisvolle, suggestive Macht ausübt, war wieder Grete Wiesenthal gewonnen worden. Nicht zum Vorteil des Films. Denn auch die Mitwirkung in einer Pantomime oder beim Kino ist zweierlei, und so sehr die stilisierte und rhythmisierte Kunst der Wiesenthal in der ursprünglichen Bestimmung der Hofmannsthalschen Dichtung Genuss schaffte, so sehr fiel sie diesmal - inmitten von Schauspielern, die, schärfstens charakterisierend, ein Bild von wahrhaftiger Wahrheit gaben - aus dem Rahmen. Und man mochte wünschen, dass "Das fremde Mädchen" und Grete Wiesenthal für immer dem Film ferngeblieben wären.“

„Ein Film eines Dichters. Nicht Menschen, sondern Gestalten der dichterischen Phantasie sind es, die Hugo von Hofmannsthal hier im kinematographischen Bilde erscheinen läßt. Gestalten, die nur ein großer Dichter zu schaffen imstande ist, Gestalten, bei denen nur die Seele und nicht die Hülle lebt. Es ist ein Werk von eigenartiger Pracht, das uns vom Anfang bis zum Ende gefesselt hält. Ohne daß wir uns bewußt werden, daß es die Kraft des Dichters ist … folgen wir der Handlung mit gespanntem Interesse und finden uns vertraut in der erdfremden Umgebung. (…) Das ist die Handlung, in welcher die unvergleichliche Kunst Grete Wiesenthals in der Rolle des fremden Mädchens spielt, in rhythmischen Bewegungen und mystischen Tänzen all das zu sagen versteht, was der Dichter sagen will. Der Film ist ein Kunstwerk, das noch lange beschäftigt… Daß dieses wirkliche Dichterwerk im Film sowohl in Ausstattung als auch in Photographie dem Zwecke, dem es dienen soll, entspricht, bedarf keiner besonderen Betonung…“

Wiens Neue Freie Presse berichtete nach der Wiener Premiere in ihrer Ausgabe vom 25. Januar 1914: „Eine spannende Handlung mit interessanten Figuren läßt die ebenso einfache wie wahre Sömbolik durchschimmern: auch der Reiche ist nicht glücklich, er sehnt sich nach Fremdem, Unbeschreiblichem, und hat er es, dank seinem Gelde, erreicht, zerrinnt es dennoch zwischen seinen Händen in ein Nichts. Neben Grete Wiesenthals bereits gewürdigter Leistung in der Hauptrolle ist vor allem noch der Darsteller des reichen, jungen Mannes zu nennen, Gustav [sic!] Ekmann, eine auffallend hübsche Erscheinung mit vornehmem, ausdrucksvollem Spiel.“